# Литтл, Сэмюэл
Сэмюэл Литтл (англ. Samuel Little; 7 июня 1940 — 30 декабря 2020) — американский серийный убийца. Был обвинён в убийстве 3 женщин, совершённых в Калифорнии в период с 1987 по 1989 год. После его осуждения власти штата Калифорния заявили о причастности Литтла к серийным убийствам на территории 9 штатов, совершённым с 1982 года. Сам Литтл продолжал настаивать на своей непричастности к серийным убийствам, но в ноябре 2018 года неожиданно признался в совершении 93 убийств на территории 14 штатов.
К осени 2019 года Литтл дал признательные показания ещё по трем эпизодам, благодаря чему количество его предположительных жертв увеличилось до девяноста трёх. В ходе расследования ФБР на основе показаний Литтла подтвердило его причастность к убийствам как минимум 50 женщин, и заявило, что он, возможно, является наиболее массовым серийным убийцей в истории США.

## Биография
Сэмюэл Литтл родился 7 июня 1940 года в городе Рейнолдс, штат Джорджия. Вскоре после его рождения семья переехала в штат Огайо. Мальчик рос в городе Лорейн и в основном воспитывался бабушкой. Он посещал «Hawthorne Junior High School» и имел проблемы с дисциплиной и успеваемостью, занимался спортом. В возрасте 16 лет, в 1956 году он впервые был арестован за взлом и проникновение на территорию чужой собственности в городе Омаха, штат Небраска, затем был осуждён и провёл некоторое время в исправительном учреждении для несовершеннолетних преступников. После окончания школы он не стал продолжать образование. Большую часть свободного времени он проводил на улице, занимался мелкими кражами и периодически подрабатывал подёнщиком.

## Криминальная деятельность
В 1961 году Литтл был арестован за взлом и проникновение в мебельный магазин в городе Лорейн. Суд признал его виновным и приговорил к 3 годам заключения. Он был выпущен на свободу в 1964 году, после освобождения покинул штат Огайо и в течение нескольких лет курсировал между разными штатами, зарабатывая на жизнь кражами и грабежами, нигде не останавливаясь надолго. В конце 1960-х переехал в штат Флорида, где проживал вместе со своей матерью. В это время он работал санитаром, позже — рабочим на кладбище. Имея неплохое телосложение, во время тюремных отсидок Литтл занялся боксом и приобрёл боевые навыки. Затем в течение некоторого времени он зарабатывал на жизнь в качестве боксёра, участвуя в любительских поединках.
До 1975 года Литтл на территории 11 штатов США подвергался аресту 26 раз за различные преступления, в том числе кражи, нападения, попытки изнасилования, мошенничество и нападения на представителей власти. Много времени проводил в обществе проституток и сутенёров.
В начале 1980-х Литтл перебрался на юг страны. В 1982 году он был арестован в городе Паскагула, штат Миссисипи, и обвинён в убийстве 22-летней проститутки Мелинды Лапри, которая пропала без вести в сентябре того же года. Находясь под следствием, он был этапирован в штат Флорида, где предстал перед судом по обвинению в убийстве 26-летней Патрисии Маунт, тело которой было найдено осенью 1982 года, и которая, по показаниям свидетелей обвинения, в ночь перед исчезновением проводила время с человеком, который в суде был идентифицирован как Сэмюэл Литтл. Из-за трудностей с определением времени убийства и недоверия к свидетельским показаниям в январе 1984 года Литтл был оправдан по делу об этих убийствах.
Избежав наказания, Литтл переехал в штат Калифорния, где остановился в окрестностях города Сан-Диего. В октябре 1984 года он был арестован за нападение и избиение двух проституток и приговорён к 2,5 годам заключения. В феврале 1987 года он вышел на свободу и вскоре переехал в Лос-Анджелес, где, по версии следствия, совершил несколько убийств. В 2009 году он был арестован за хранение наркотиков, однако не был осуждён и вскоре скрылся.

## Разоблачение
Сэмюэл Литтл был арестован 5 сентября 2012 года в приюте для бездомных в городе Луисвилл, штат Кентукки, после того, как с помощью ДНК-тестирования было установлено, что он причастен к убийствам Кэрол Элфорд (13 июля 1987 года), Одри Нельсон (14 августа 1989 года) и Гвадалупе Абодача (3 сентября 1987 года). Все три женщины были убиты и впоследствии найдены на улицах Лос-Анджелеса. Литтл был экстрадирован в Лос-Анджелес, где ему были выдвинуты обвинения 7 января 2013 года. Через несколько месяцев полиция заявила, что Литтл проверяется на причастность к десяткам убийств, совершённых в 1980-е годы, которые до тех пор были не раскрыты. В связи с новыми обстоятельствами в штате Миссисипи было возобновлено дело об убийстве Лапри, по которому Литтл был оправдан в 1984 году. Всего же Сэмюэл проверялся на причастность к 60 убийствам женщин, совершённых на территории многих штатов США.

## Суд
Суд над Сэмюэлом Литтлом начался в сентябре 2014 года. Основной доказательной базой послужили результаты ДНК-тестирования и показания свидетелей, подвергшихся нападению обвиняемого в разные годы его преступной карьеры. Сам обвиняемый в течение следствия и на протяжении судебного процесса так и не признал свою вину и продолжал настаивать на своей невиновности. 25 сентября 2014 года Сэмюэл Литтл был признан виновным и приговорён к пожизненному лишению свободы без права на условно-досрочное освобождение, в день оглашения приговора Литтл продолжал настаивать на своей невиновности. После суда Литтл был этапирован для отбытия наказания в тюрьму города Ланкастер (Калифорния).

## Последующие признания
В ноябре 2018 года Литтл признался в совершении 90 убийств и поведал детали некоторых из них. Так Литтл признался в убийстве 23-летней Бренды Александер, которое он совершил в 1979 году в городе Феникс-Сити, штат Алабама. После этого он признался в убийстве неопознанной женщины, которое он совершил в 1977 году, и в убийстве 18-летней Фредонии Смит, которая была убита им в 1982 году на территории штата Джорджия. В том же месяце Литтл признался в убийствах 55-летней Дороти Ричардс в 1982 году и 40-летней Дейзи Макгуайр, задушенной в 1996 году. Оба тела были найдены в городе Хоума, штат Луизиана.
Также Литтл дал показания по поводу убийств, совершенных им на территории штата Миссисипи. Он признался в убийстве 36-летней Джулии Кричфилд в 1978 году, а 20 ноября 2018 года признался в убийстве 46-летней Нэнси Кэрол Стивенс, которое он совершил в городе Тьюпело в 2005 году. На следующий день Сэмюэл поведал обстоятельства убийства 19-летней Эвелин Уэстон, которую он задушил на территории штата Южная Каролина в 1978 году и убийства 20-летней Рози Хилл, которую он также задушил на территории штата Флорида в 1982 году.
В декабре 2018 года Литтл заявил, что в мае 1981 года в округе Уоррен, штат Кентукки, совершил убийство 23-летней Линды Сью. Через несколько дней он поведал детали убийства девушки, которую он задушил в штате Теннесси в 1975 году и которая предположительно была опознана как Марта Каннингем, которая пропала без вести в те дни в округе Нокс.
В начале 2019 года осужденный заключил сделку с правосудием в обмен на изменение условий содержания под стражей и начал сотрудничать со следствием. Он детально описал ещё ряд убийств, которые совершил начиная с 1971 года и составил фоторобот жертв. Несмотря на возможность недостоверных показаний из-за давности лет, ФБР в феврале 2019 года заявило, что как минимум в 34 случаях Литтл точно указал возраст жертв, их цвет кожи, район и время совершения убийств, ранее считавшихся нераскрытыми. По версии Литтла, одно из первых убийств он совершил в 1971 или 1972 году в штате Флорида. Жертва была юной девушкой по имени Мэри Энн или Марианна. В мае того же года Литтл дал признательные показания ещё по 6 убийствам, совершённым им в штате Огайо. Он признался в убийстве Мэри Джо Пейтон и Роуз Эванс, которые были найдены убитыми в городе Кливленд в 1984 и 1991 году соответственно. Также он признался в убийстве девушки по имени Анна Стюарт, которую он убил на территории города Цинциннати в 1981 году. Примерно в то же время, согласно его показаниям он убил в том же районе города еще одну чернокожую девушку, имени которой он не помнил. На основе его показаний был составлен эскиз ее внешности, но она, несмотря на все усилия криминалистов, так и не была идентифицирована.
В августе 2019 года ему было предъявлено обвинение. Учитывая плохое состояние здоровья Литтла, он не был этапирован в штат Огайо и остался в штате Калифорния, а судебные заседания проводились с помощью видеосвязи. 23 августа Сэмюэл признал себя виновным в двух убийствах, совершенных в Цинциннати, и был приговорен к ещё двум срокам в виде пожизненного лишения свободы В октябре 2019 года ФБР в ходе расследования на основе его показаний подтвердила причастность Литтла в убийствах как минимум 50 женщин.
В марте 2020 года Литтл дал очередные признательные показания. Согласно его заявлению, 28 октября 1980 года он подобрал двух девушек в разных районах города Форт-Уэйн, штат Индиана, после чего задушил их и сбросил их трупы в сельской местности округа Аллен, где 4 ноября того же года было обнаружено женское тело жертвы, которая была позже идентифицирована как 18-летняя Валерия Бойд, а 13 декабря было найдено тело жертвы, которая была идентифицирована как 31-летняя Мэри Портер. Обе женщины числились пропавшими без вести с конца октября 1980 года. Признательные показания Литтла были направлены в прокуратуру округа Аллен для последующего выдвижения обвинения.
В ноябре 2020 года Сэмюэл Литтл признался в убийстве 17-летней Дороти Гибсон, которую он задушил возле одного из отелей в городе Майами в 1977 году. В этот период Литтл действительно находился в Майами и подвергался аресту за совершение незначительного правонарушения. Также в подтверждение своих слов Литтл нарисовал портрет девушки, который очень хорошо соответствовал фотографиям погибшей. В 1979 году в убийстве Гибсон и ещё трёх женщин после пятидневного допроса признался 27-летний Джерри Фрэнк Таунсенд, у которого ещё в раннем возрасте были диагностированы признаки умственной отсталости в степени дебильности. В конечном итоге Таунсенд был осуждён
и провёл в заключении 22 года. Его освободили в 2001 году после того, как ДНК-экспертиза доказала его невиновность.

## Смерть
Во время дачи признательных показаний в совершении серийных убийств у Сэмюэла Литтла начались проблемы со здоровьем. У него был диагностирован диабет и группа сердечно-сосудистых заболеваний, в связи с чем с 2018 года он мог передвигаться только в инвалидной коляске. Литтл отбывал наказание в тюрьме «California State Prison», но из-за проблем со здоровьем вскоре был этапирован в одну из больниц, расположенных в округе Лос-Анджелес, где умер 30 декабря 2020 года из-за осложнений имевшихся заболеваний в возрасте 80 лет.

## В кино
«Переиграть серийного убийцу» — американский документальный телевизионный мини-сериал, режиссёр и продюсер Джо Берлингер. В нём рассказывается о журналистке Джиллиан Лорен, которая соблазняет и исследует Сэма Литтла, самого известного серийного убийцу в истории Америки. Он состоит из 5 серий, его премьера состоялась 18 апреля 2021 года на канале Starz.